# Sibuyan
Sibuyan je ostrov v Sibuyanském moři, který patří k provincii Romblon ve filipínském regionu MIMAROPA. Má rozlohu 445 km² a žije na něm okolo šedesáti tisíc obyvatel, převážně z domorodého etnika May-as. Administrativně je rozdělen na obce Cajidiocan, Magdiwang a San Fernando.
Ostrov má tvar půlměsíce dlouhého 29 km. Je hornatý, nejvyšším vrcholem je Guiting-Guiting (2058 m), jehož okolí bylo vyhlášeno národním parkem. Na pobřeží se nacházejí mangrovy, vnitrozemí je porostlé převážně dvojkřídláčovým lesem. Díky dlouhé izolaci se na ostrově vyskytuje množství endemitů, jako je např. láčkovka Nepenthes sibuyanensis, což mu vyneslo přezdívku „asijské Galapágy“.
Na ostrově se nacházejí ložiska niklu, proti jehož těžbě bojuje organizace Sibuyanons Against Mining.
Dne 21. června 2008 u pobřeží ostrova ztroskotala dopravní loď MV Princess of the Stars, tragédie si vyžádala okolo osmi set obětí.